# (18637) Liverdun
(18637) Liverdun est un astéroïde de la ceinture principale.

## Description
(18637) Liverdun est un astéroïde de la ceinture principale. Il fut découvert le 2 mars 1998 à Caussols par le projet ODAS. Il présente une orbite caractérisée par un demi-grand axe de 2,69 UA, une excentricité de 0,19 et une inclinaison de 12,0° par rapport à l'écliptique.

## Compléments